# Брахловское сельское поселение
Бра́хловское сельское поселение — муниципальное образование в восточной части Климовского района Брянской области. Административный центр — село Брахлов.
Образовано в результате проведения муниципальной реформы в 2005 году, путём преобразования дореформенного Брахловского сельсовета.
Территория сельского поселения прилегает к государственной границе России; здесь действует режим пограничной зоны.

## Население
| 2010 | 2011 | 2012 | 2013 | 2014 | 2015 | 2016 | 2017 | 2018 |
| ---- | ---- | ---- | ---- | ---- | ---- | ---- | ---- | ---- |
| 703  | ↘700 | ↘674 | ↘646 | ↘611 | ↘597 | ↘584 | ↘572 | ↘557 |
| 2019 | 2020 | 2021 |      |      |      |      |      |      |
| ↘537 | ↗539 | ↘495 |      |      |      |      |      |      |

## Состав сельского поселения
| № | Населённый пункт | Тип населённого пункта       | Население |
| - | ---------------- | ---------------------------- | --------- |
| 1 | Брахлов          | село, административный центр | ↘377      |
| 2 | Любечане         | село                         | ↘236      |
| 3 | Манев            | посёлок                      | →0        |
| 4 | Октябрь          | посёлок                      | ↘19       |
| 5 | Оптени           | деревня                      | ↘6        |
| 6 | Тымайловка       | посёлок                      | ↗8        |

## Известные земляки
- Лашкевич, Александр Степанович